# 청춘 잔혹 이야기
청춘 잔혹 이야기(靑春殘酷物語, A Story Of The Cruelties Of Youth)는 미국에서 제작된 오시마 나기사 감독의 1960년 영화이다. 카와즈 유스케 등이 주연으로 출연하였다.

## 출연

### 주연
- 카와즈 유스케

### 조연
- 쿠와노 미유키
- 쿠가 요시코
- 와타나베 후미오
- 타나카 신지
- 코바야시 토시코
- 하마무라 준
- 사토 케이
- 사노 아사오
- 니혼야나기 칸

## 제작진
- 미술: 우노 코지